# Hyptec SSR
Hyptec SSR (кит.: 昊铂SSR; піньїнь: Hàobó SSR) або раніше Hyper SSR — електричний спортивний автомобіль, який виробляється китайським виробником автомобілів GAC Aion і продається під преміальним брендом Hyptec з 2023 року. 
У серпні 2024 року GAC Aion оголосила про перейменування англійської назви бренду Hyper на Hyptec.

## Огляд

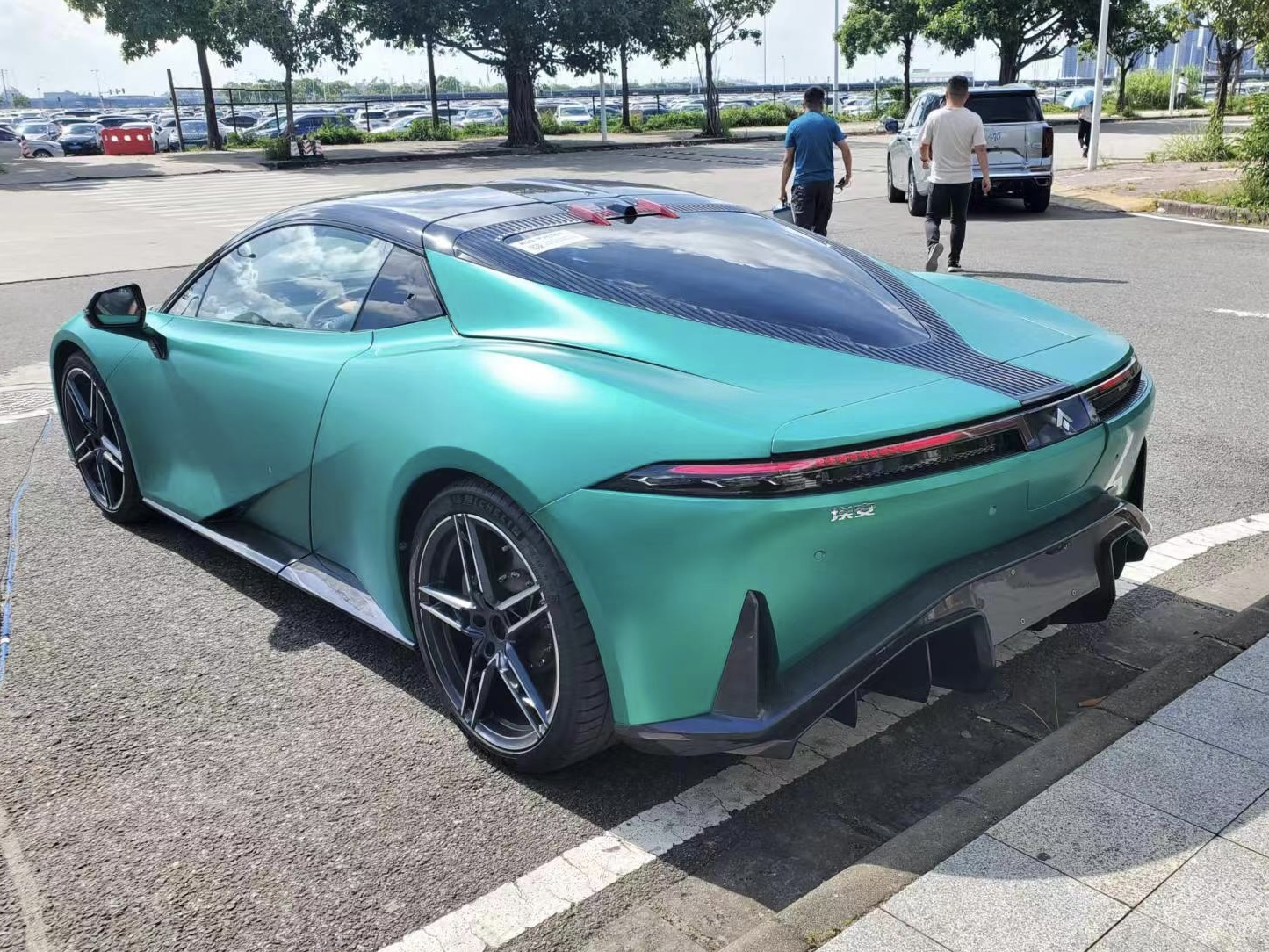
Aion Hyper SSR

Hyptec SSR вперше був представлений концептом електричного родстера GAC Enpulse, представленим на виставці Auto China у Пекіні у вересні 2020 року.
14 вересня 2022 року GAC оголосив на Weibo, що новий спортивний автомобіль і логотип бренду Aion будуть представлені наступного дня на заході під назвою GAC Aion Brand Day. 15 числа було представлено Hyptec SSR з новим логотипом бренду Aion.

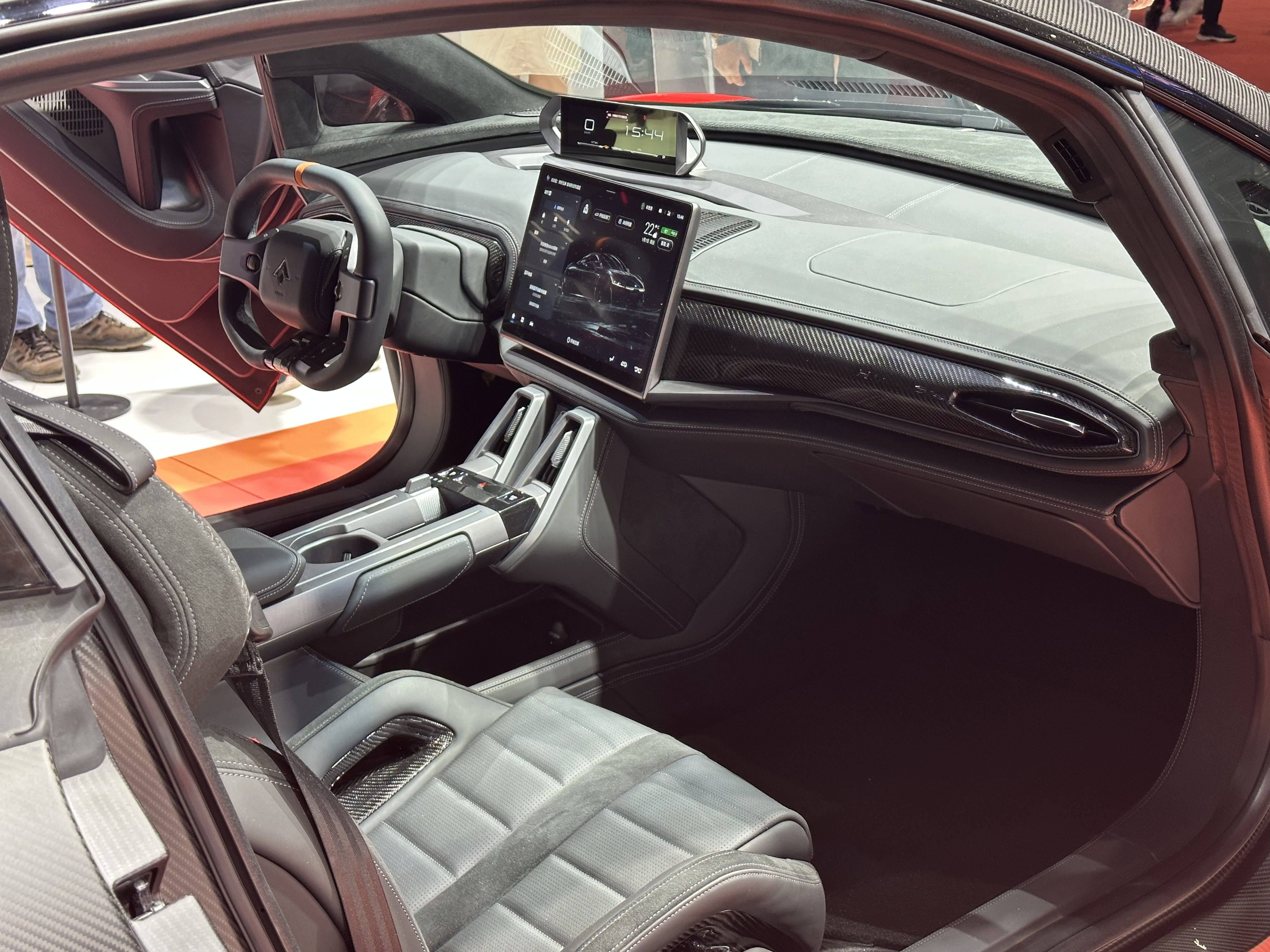

Початкова ціна Hyptec SSR становить 1,3 мільйона юанів (~186 000 доларів США), а модель Hyptec SSR Ultimate – 1,7 мільйона юанів (244 000 доларів США). Виробництво та поставки автомобіля розпочато в жовтні 2023 року.
Станом на березень 2023 року запущена виробнича лінія, виготовлено деякі агрегати Hyptec SSR. 
У грудні 2023 року GAC Aion випустила Hyptec SSR у Таїланді як китайську версію лише з лівим кермом.

## Технічні характеристики
Модель Hyptec SSR Ultimate Track розганяється до 100 км/год за 1,9 секунди, тоді як стандартна Hyptec SSR розганяється до 100 км/год за 2,3 секунди. У стандартній моделі Hyptec SSR використовується центральне розташування двигуна та задній привід, а Hyptec SSR Ultimate має центральне розташування двигуна та повний привід.